# NGC 3502
NGC 3502 (NGC 3479) je prečkasta spiralna galaktika u zviježđu Peharu. Naknadno je utvrđeno da je to ista galaktika kao i NGC 3479.

## Vanjske poveznice
- (eng.) SEDS: NGC 3502
- (eng.) Revidirani Novi opći katalog
- (eng.) Izvangalaktička baza podataka NASA-e i IPAC-a
- (eng.) Astronomska baza podataka SIMBAD
- (eng.) VizieR